# Casa de Bragança
A Sereníssima Casa de Bragança é uma dinastia de origem portuguesa, tendo sido uma das mais importantes e influentes na Europa e no mundo até ao início do século XX. Foi a última casa soberana do Reino de Portugal, do Reino Unido de Portugal, Brasil e Algarves, e do Império do Brasil.
Foi a última dinastia real soberana do Reino de Portugal (1139–1910), e do império ultramarino colonial português, por quase quatro séculos, tendo ascendentes nas dinastias anteriores. Reinou em regime tradicional até 1820, depois, em decorrência da implantação da monarquia constitucional em Portugal, passou a reinar em regime constitucional.
Também foi a casa soberana do Reino Unido de Portugal, Brasil e Algarves (1815–1822), quando da elevação da colônia do Brasil a reino em 1815, voltando à denominação de Reino de Portugal após a independência do Brasil, em 1822.
No Império do Brasil (1822–1889), foi sua casa soberana por via dum ramo colateral. Com a morte de Pedro II do Brasil, o ramo brasileiro extingue-se em linha masculina, e sua titularidade é reivindicada pela Casa de Orléans e Bragança, descendente da filha mais velha e herdeira do imperador, a princesa Isabel do Brasil.
Para alguns historiadores e académicos, pelo casamento da rainha D. Maria II de Portugal com o príncipe Fernando de Saxe-Coburgo-Koháry, a Casa de Bragança ter-se-á extinto dando origem à Casa de Bragança-Saxe-Coburgo-Gota. No caso do ramo familiar em Espanha, é conhecido como a Casa de Bourbon-Bragança.

## História

### Era feudal

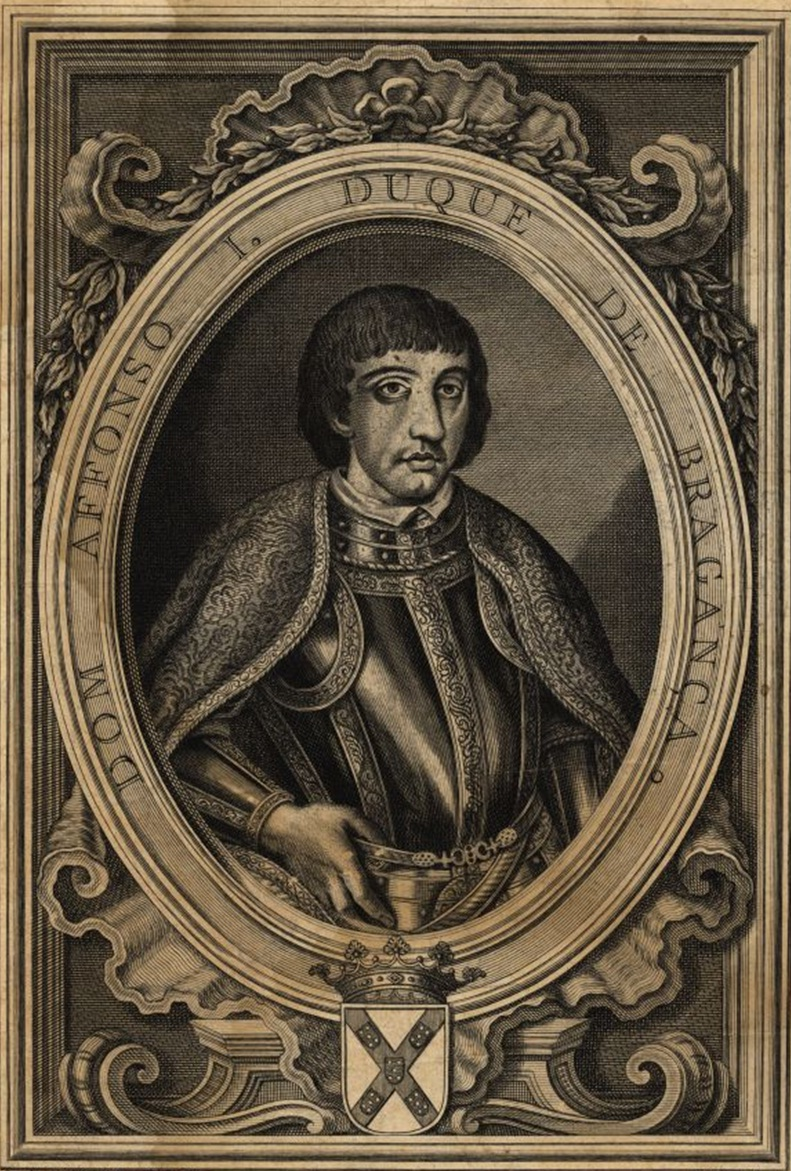
Afonso I (1377–1461), primeiro Duque e fundador da Casa de Bragança.

A Casa de Bragança teve origem com Afonso I, filho ilegítimo de João I de Portugal — fundador da Casa de Avis — e Inês Pires. Embora fosse um "bastardo real", Afonso gozava de grande prestígio na corte o que se comprova por seu casamento com Beatriz Pereira de Alvim, filha de Nuno Álvares Pereira, um dos mais poderosos generais lusitanos e amigo particular de João I. Além de ampliar seu prestígio social através do casamento com uma importante casa dinástica, Afonso também tornou-se o oitavo Conde de Barcelos, honra a ele concedida por seu sogro que havia sido feitado o sétimo conde pelo rei.
Com o seu lugar recentemente consolidado na nobreza portuguesa, Afonso iniciou o que seria uma carreira política e social de grande sucesso. Em 1415, participou na Conquista de Ceuta ao lado do pai, dos irmãos e dos principais membros da nobreza e militares. À data da morte do pai, em 1433, Afonso tinha conquistado a simpatia do irmão, o rei Duarte I e do restante da alta sociedade portuguesa. Com a morte prematura de seu irmão em 1438, foi estabelecida uma regência para seu sobrinho Afonso V, de 6 anos, sob a liderança da rainha-mãe Leonor de Aragão e de Pedro, Duque de Coimbra. A regência do Duque de Coimbra, no entanto, logo se mostrou impopular e Afonso rapidamente se tornou o conselheiro preferido do rei. Em 30 de dezembro de 1442, o Duque de Coimbra nomeou Afonso como Duque de Bragança, num gesto de boa vontade e reconciliação entre os dois irmãos. A elevação de Afonso ao ducado, o mais alto título do pariato, marcou a fundação da história ducal da Casa de Bragança, que viria a tornar-se a mais proeminente dinastia da história portuguesa.
Como resultado do trabalho árduo e do sucesso de Afonso I, todos os seus filhos obtiveram posições de sucesso e viveram vidas privilegiadas. O primogênito Afonso de Bragança, foi um destacado membro da nobreza, tendo recebido de seu avô Nuno Álvares Pereira o poderoso título de Conde de Ourém em 1422. Como diplomata, serviu como representante do rei no Concílio de Basileia em 1436 e no Concílio de Florença em 1439. Em 1451, o Conde de Ourém foi feito Marquês de Valença e escoltou a Infanta Leonor de Portugal em seu casamento com Frederico III, Sacro Imperador Romano. Mais tarde, em 1458, participou no cerco e subsequente conquista de Alcácer-Ceguer. O Marquês de Valença, no entanto, morreu em 1460 antes de seu pai e não assumiu o título.A primeira filha de Afonso I, Isabel de Bragança, casou-se com o Infante João, Senhor de Reguengos de Monsaraz, religando assim os membros da Casa de Bragança à Casa Real de Portugal. O casamento estratégico de Isabel foi bem-sucedido e gerou quatro filhos, cujos descendentes seriam alguns dos mais importantes da história ibérica. O último filho e sucessor de Afonso I, Fernando I, deu continuidade ao seu legado de destaque militar e nobiliárquico.

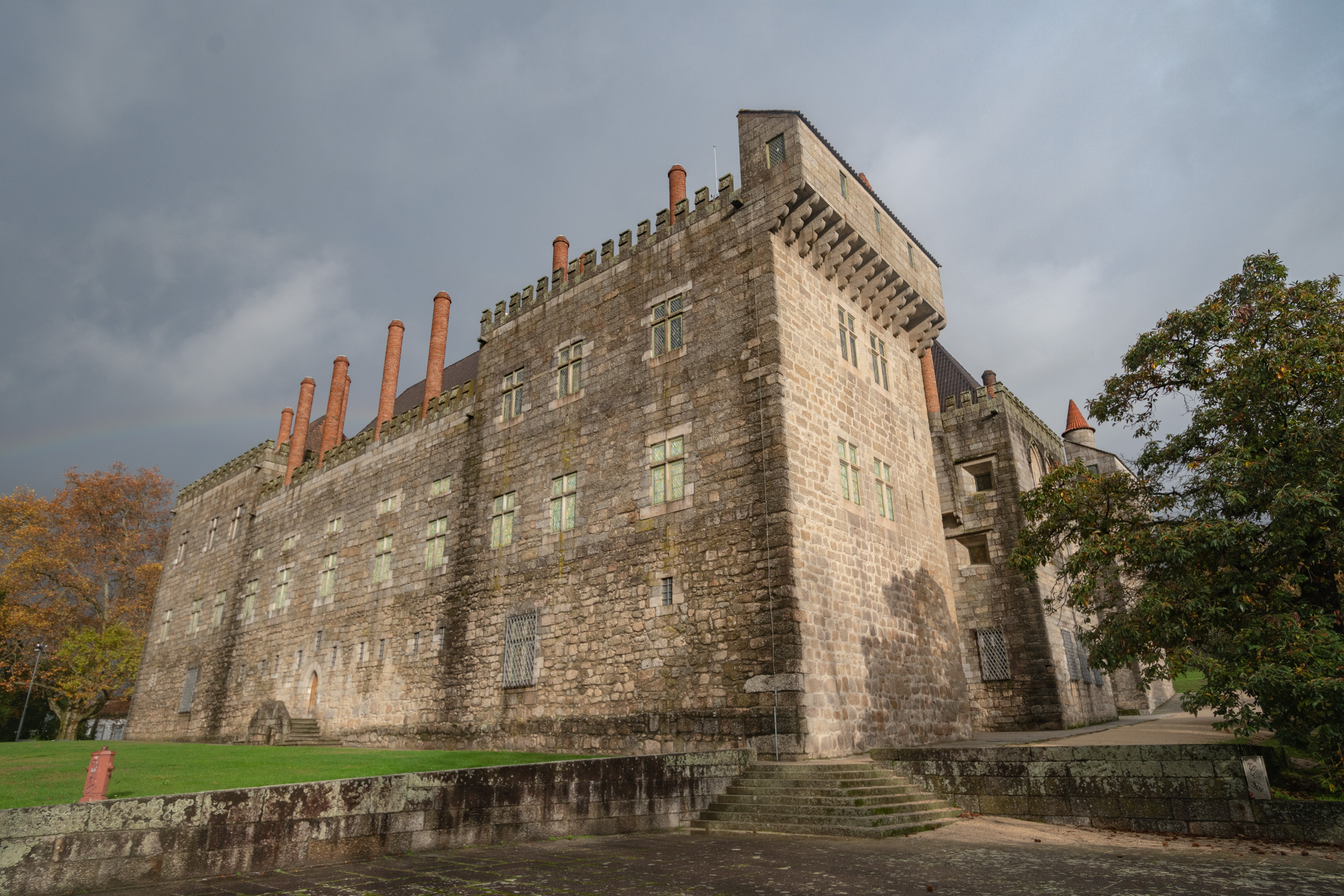
O Paço dos Duques, em Guimarães, foi sede da Casa de Bragança de 1420 até a execução de Fernando II em 1483.

Ao nascer, Fernando I herdou o título de Conde de Arraiolos. Fernando tornou-se um reconhecido militar, participando de várias campanhas colonialistas portuguesas. Embora Fernando I fosse um membro popular e poderoso da nobreza, se opôs ao rei Afonso V perante as Cortes portuguesas pelo resgate do Infante Fernando dos mouros. Posteriormente, Fernando I tornou-se um favorito real de Afonso V, valendo-lhe o cargo de Governador de Ceuta e os títulos de Marquês de Vila Viçosa e Conde de Neiva.
Os filhos de Fernando I e Joana de Castro continuaram a ampliar os domínios e a influência da Casa de Bragança na corte. De seus nove filhos, todos os seis que sobreviveram até a idade adulta se estabeleceram por meio de cargos ou casamentos apesar das tentativas de enfraquecimento de sua influência pelo rei João II. O primeiro filho e sucessor de Fernando I, Fernando II, foi inicialmente um nobre brilhante e popular, mas seu conflito com o monarca propiciou a queda da influência dos Bragança. O seu segundo filho, João, Marquês de Montemor-o-Novo, foi feito Condestável de Portugal. O terceiro filho de Fernando, Afonso de Bragança, tornou-se um fidalgo popular e foi feito Conde de Faro. O quarto filho do Duque, Álvaro de Bragança, herdou os feudos de sua mãe, tornando-se o quinto Senhor de Ferreira, quarto Senhor do Cadaval e Senhor de Tentúgal. A filha sobrevivente mais velha de Fernando, Beatriz de Bragança, casou-se com Pedro de Meneses, Marquês de Vila Real. A última filha sobrevivente de Fernando, Guiomar de Bragança, casou-se com Henrique de Meneses, 4.º Conde de Viana do Alentejo. Porém, os filhos e netos de Fernando I sofreriam grandes dificuldades sob o reinado de João II.
Durante a vida do terceiro duque, Fernando II, a Casa de Bragança era sem dúvida uma das maiores casas nobres de Portugal e da Península Ibérica. Fernando II deu continuidade ao legado de aquisições de seu pai e recebeu o título de Duque de Guimarães. Entretanto, o reinado de João II voltou-se para a consolidação e centralização do poder real e consequente diminuição dos poderes da nobreza. Em sua missão de centralização do poder, o rei executou muitos nobres das grandes casas de Portugal, além de confiscar suas propriedades e exilar suas famílias. Fernando II, tendo sido um nobre proeminente e poderoso, foi acusado de traição e executado por João II em 1483. Os títulos e propriedades da casa foram anexados pela Coroa e seus membros exilados em Castela.
Devido aos infortúnios do pai, os filhos de Fernando II e Isabel de Viseu tiveram inicialmente uma infância tumultuada; mas o sucessor de João II, Manuel I, que tinha sido ele próprio Duque de Beja, optou pelo indulto aos Bragança e restituiu-lhes todas as suas propriedades mediante sua lealdade à monarquia. O filho sobrevivente mais velho e sucessor de Fernando II, Jaime I, regressou a Portugal e restabeleceu-se em Vila Viçosa, antiga sede dos Duques. O único outro filho sobrevivente de Fernando II, Dinis de Bragança, casou-se com Beatriz de Castro Osório, Condessa de Lemos, com quem teve quatro filhos.

### Renascença portuguesa

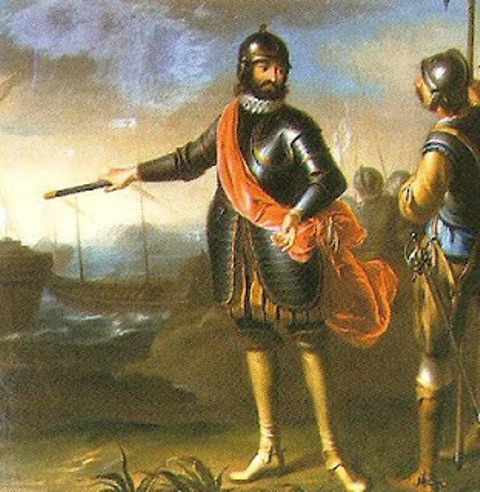
Jaime I (1479–1532) restaurou o prestígio dos Bragança, simbolizado pela construção do Paço Ducal de Vila Viçosa.

Durante a vida de Jaime I, o Ducado de Bragança passou por uma era de restauração e reconhecimento. Após o seu regresso a Portugal, Jaime tomou posse das propriedades anteriormente confiscadas pela Coroa e, visando estabelecer uma nova imagem de sua dinastia, iniciou a construção de uma nova sede ducal que viria a ser um dos mais suntuosos palácios Península Ibérica, o Paço Ducal de Vila Viçosa. A restauração aprofundou também com as relações dos Bragança com o rei, com Jaime I vindo a tornar-se o favorito de Manuel I e eventualmente seu herdeiro presuntivo. Por outro lado, Jaime I também foi condenado a financiar a conquista de Azamor por ter encomendado o assassinato de sua primeira esposa, Leonor Pérez de Guzmán.
Os filhos de Jaime I tiveram vidas bem-sucedidas após a restauração da Casa de Bragança. A primeira filha de Jaime I, Isabel de Bragança, casou-se com o Infante Duarte, Duque de Guimarães, e teve três filhos, enquanto o seu primeiro filho e sucessor, Teodósio I, foi um grande mecenas do Renascimento português. Cinco dos filhos de Jaime I — Jaime, Maria, Fulgêncio, Teotónio e Vicência — ingressaram em ordens religiosas. A segunda filha do duque, Joana de Bragança, casou-se com Bernardino de Cárdenas, terceiro Marquês de Elche, e a sua terceira filha, Eugénia de Bragança, casou-se com Francisco de Melo, segundo Marquês de Ferreira. Constantino de Bragança, um dos dois únicos filhos de Jaime I a não seguir carreira religiosa, casou-se com Maria de Melo, filha de D. Rodrigo de Melo, 1.º Marquês de Ferreira, mas não teve filhos. Constantino foi notório como um grande oficial do Império Português, tendo servido como vice-rei da Índia portuguesa e capitão da Ribeira Grande, dentre outros cargos.

### Reinado em Portugal

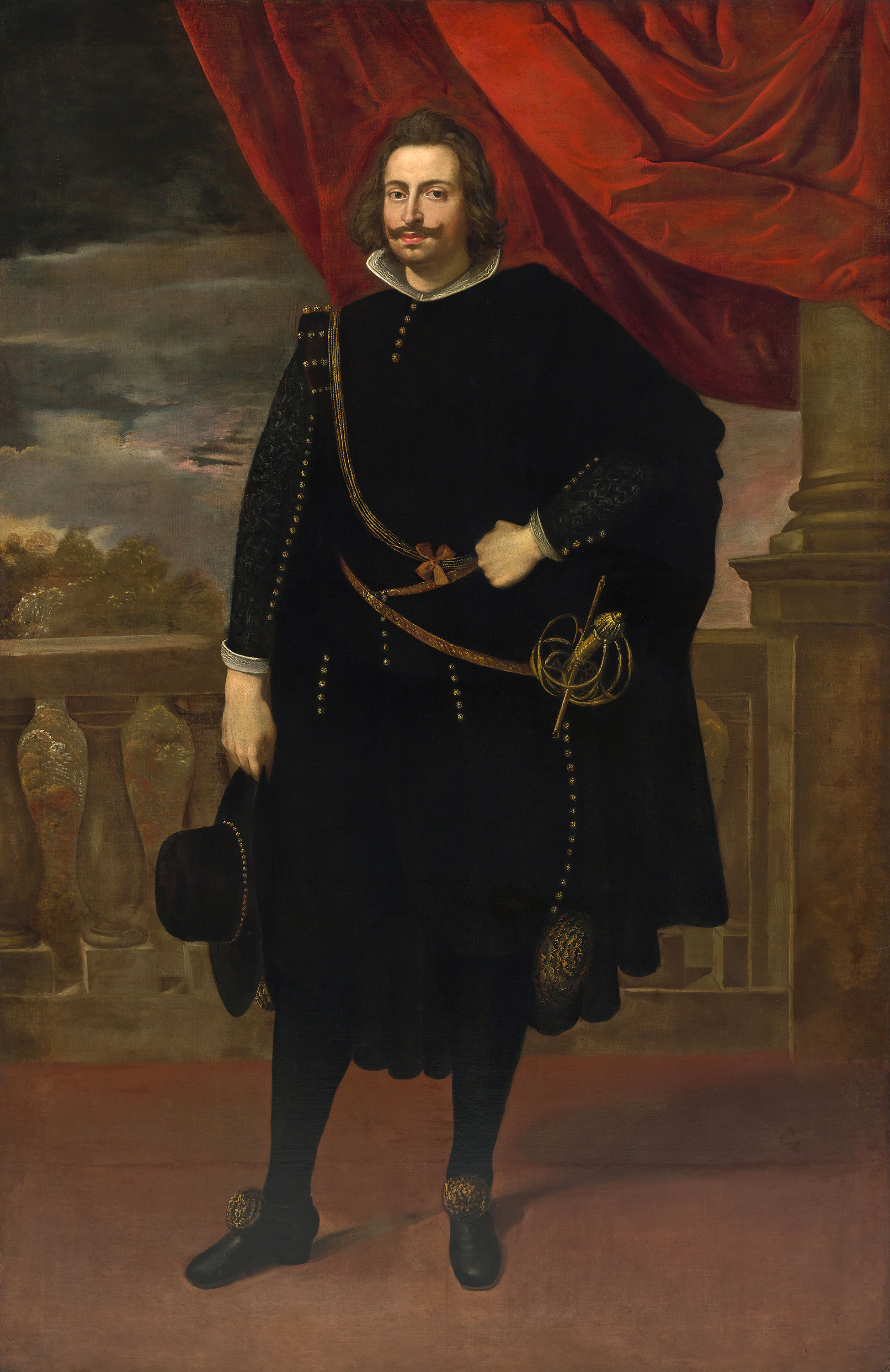
Em 1640, João IV tornou-se o primeiro membro da Casa de Bragança a ascender ao trono português.

Por volta de 1640, as sábias políticas de Filipe I em relação a Portugal já tinham passado. O país estava sobrecarregado, as colônias portuguesas ficaram desprotegidas e o rei Filipe III de Portugal não tinha mais a confiança ou o apoio da maioria da nobreza portuguesa, sendo especialmente rejeitado pela poderosa guilda de mercadores. Portugal, como os demais reinos sob Filipe III, vivia a iminência de uma rebelião.
O oitavo Duque de Bragança, João II, havia herdado a pretensão de sua avó, Catarina de Bragança, e uma pretensão mais distante por meio de seu avô João I de Bragança. Por conta de suas várias reivindicações, a nobreza portuguesa descontente pediu a João II que liderasse o movimento de restauração como rei.
Segundo historiadores, João II era um homem modesto sem ambições particulares à coroa. Diz a lenda que sua esposa, Luísa de Gusmão, filha do duque de Medina-Sidónia, instou-o a aceitar o trono, dizendo: "Prefiro ser rainha por um dia do que duquesa por toda a vida". Aceitou a liderança da rebelião, que foi bem sucedida, e foi aclamado como João IV de Portugal em 1 de dezembro de 1640.
Após a ascensão dos Bragança ao trono, as posses do ducado foram unidas à Coroa. Duque de Bragança tornou-se o título tradicional do herdeiro do trono, juntamente com Príncipe do Brasil e, mais tarde, Príncipe Real de Portugal (assim como Príncipe de Gales no Reino Unido ou Príncipe das Astúrias na Espanha).
Sob os reinados dos filhos de João IV, Afonso VI e Pedro II, o império colonial português — parte do qual havia sido perdida durante a ocupação espanhola — foi restaurado e ampliado, afluindo novas riquezas para Portugal.
O apogeu da dinastia de Bragança veio com o longo reinado de João V (1706–1750), cujo governo ficou conhecido pela opulência e popularidade. O reinado de José I, seu filho, foi marcado pelo Grande Sismo de 1755, que devastou a cidade de Lisboa. A genialidade política de seu reinado foi a marca de Sebastião José de Carvalho e Melo, Marquês de Pombal. Portugal do final do século XVIII foi marcado por uma grande estabilidade econômica e política, especialmente durante o reinado de Maria I (1777–1816). 

### Reinado no Brasil

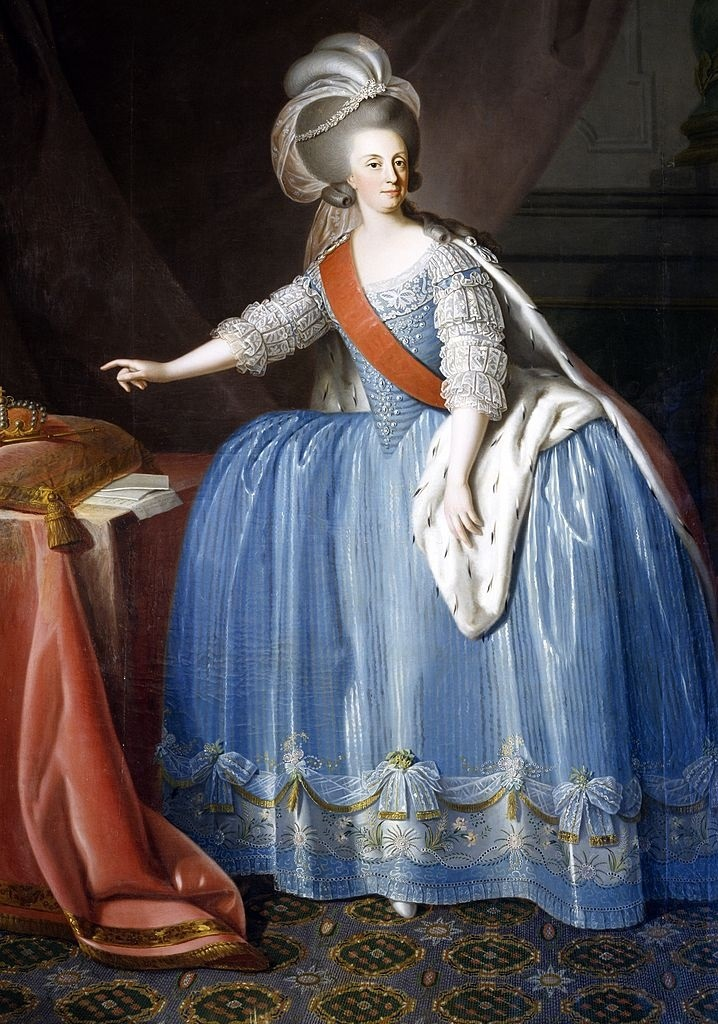
Maria I tornou-se a primeira monarca do Brasil com a criação do Reino Unido de Portugal, Brasil e Algarves em 1815.

Em 1808, diante da iminente invasão napoleônica, os Bragança transferiram sua corte real para o Estado do Brasil, a maior colônia de Portugal. Em 1815, após a consolidação da corte na então colônia, um decreto régio alterou a condição do Brasil de colônia portuguesa à reino igualado a Portugal, formando o Reino Unido de Portugal, Brasil e Algarves. Em 1821, o rei João VI regressou a Portugal.
Em janeiro de 1822, Pedro, Príncipe Real de Portugal, Brasil e Algarves — filho mais velho de João VI e também regente no Brasil — aliou-se aos independentistas brasileiros na longa Guerra da Independência. Em setembro do mesmo ano, Pedro I foi aclamado Imperador do Brasil e reinou até 1831, quando abdicou do trono em favor de seu jovem filho Pedro de Alcântara e retornou a Portugal para liderar o processo de entronização de sua filha mais nova, Maria da Glória.
Pedro II, com apenas 6 anos de idade à data da sua coroação, teve uma regência instituída. A regência governaria até 1840, quando o imperador completou 14 anos e foi entronizado. Seu reinado duraria até 1889, quando a monarquia brasileira foi abolida. Seu reinado veria a abolição da escravidão no Brasil, crescimento econômico e períodos muito longos de tranquilidade interna e evolução territorial.

### Ramificações
Em 1826, Pedro I do Brasil assumiu o trono português como Pedro IV a despeito do receio de elites políticas de que sua coroação trouxesse uma reunificação dos reinos de Portugal e Brasil. Em meio ao caos político, Pedro IV abdicou do trono português em favor de sua filha, a princesa Maria da Glória, então com sete anos. Seu irmão, Miguel, iria atuar como regente e casar-se com Maria quando ela atingisse a maioridade. Em 1828, no entanto, Miguel assumiu o trono e anulou a constituição liberal de 1826 tentando estabelecer uma monarquia absoluta.
Após o exílio de Maria II, Pedro IV retornou a Portugal liderando uma campanha militar bem sucedida contra Miguel I. Em 1834, Pedro IV finalmente derrotou e exilou Miguel I após as extensas e complexas Guerras Liberais. Embora exilado e derrotado, Miguel I não abdicaria da pretensão ao trono e estabeleceria o ramo miguelista da Casa de Bragança. Os casamentos estratégicos dos seus filhos com as várias casas reais da Europa valeram-lhe a alcunha de "Avô da Europa".

### Império do Brasil

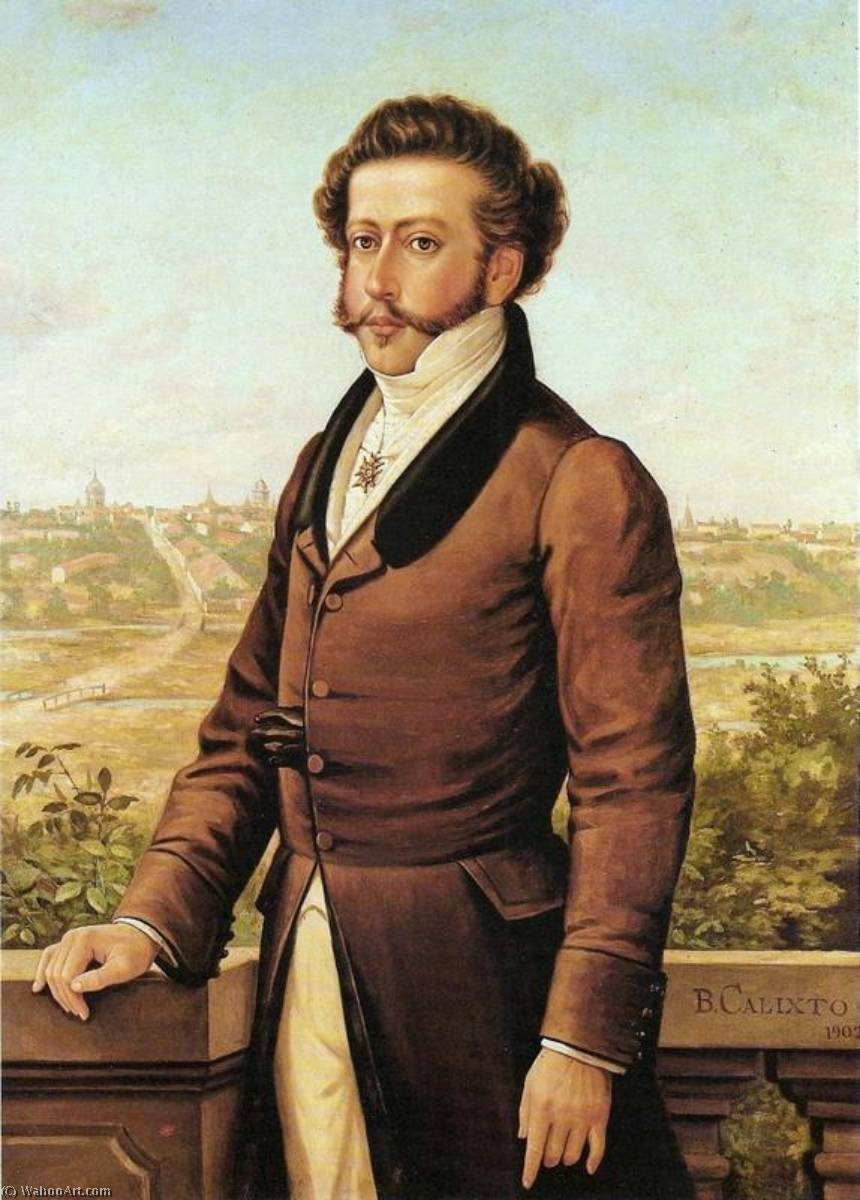
Pedro I liderou a independência brasileira como Imperador do Brasil e venceu as Guerras Liberais como Rei de Portugal.

Em 7 de setembro de 1822, Dom Pedro de Bragança, então Príncipe Real de Portugal, Brasil e Algarves e Regente do Reino do Brasil, declarou a independência do país. Em 12 de outubro, o príncipe foi aclamado Pedro I, primeiro Imperador do Brasil, que reinaria num sistema de monarquia constitucional. Em 1825, após a longa Guerra da Independência que se alastrou por todas as províncias do país e através do Tratado do Rio de Janeiro, João VI reconheceu a independência do novo país. 
Pedro I enfrentou uma série de crises durante seu reinado. Uma rebelião independentista na Província Cisplatina no início de 1825 e a tentativa subsequente das Províncias Unidas do Rio da Prata de anexar a região levaram o Império à fracassada Guerra Cisplatina. Em março de 1826, João VI morreu e Pedro I herdou a coroa portuguesa, tornando-se brevemente o rei Pedro IV de Portugal antes de abdicar em favor de sua filha mais velha, Maria II. A situação se degradou em 1828 quando a guerra no sul terminou com a perda da Cisplatina pelo Brasil, que se tornaria a república independente do Uruguai. No mesmo ano, em Lisboa, o trono de Maria II foi usurpado pelo príncipe Miguel, irmão mais novo de Pedro I.
Outras dificuldades surgiram com a abertura do Parlamento imperial em 1826. Pedro I, apoiado por uma parcela significativa dos parlamentares, defendia um judiciário independente, uma legislatura popularmente eleita e um governo que seria liderado pelo Imperador que detinha amplos poderes executivos e prerrogativas. Os opositores, no entanto, defendiam uma redução do poder do monarca e maior destaque para o legislativo.
A questão se tornou uma disputa entre Pedro I e os parlamentares de oposição levando a uma série de debates entre 1826 e 1831. Diante do agravamento da crise política, Pedro I abdicou em favor de seu filho, Pedro de Alcântara, em 7 de abril de 1831 e partiu imediatamente para a Europa.

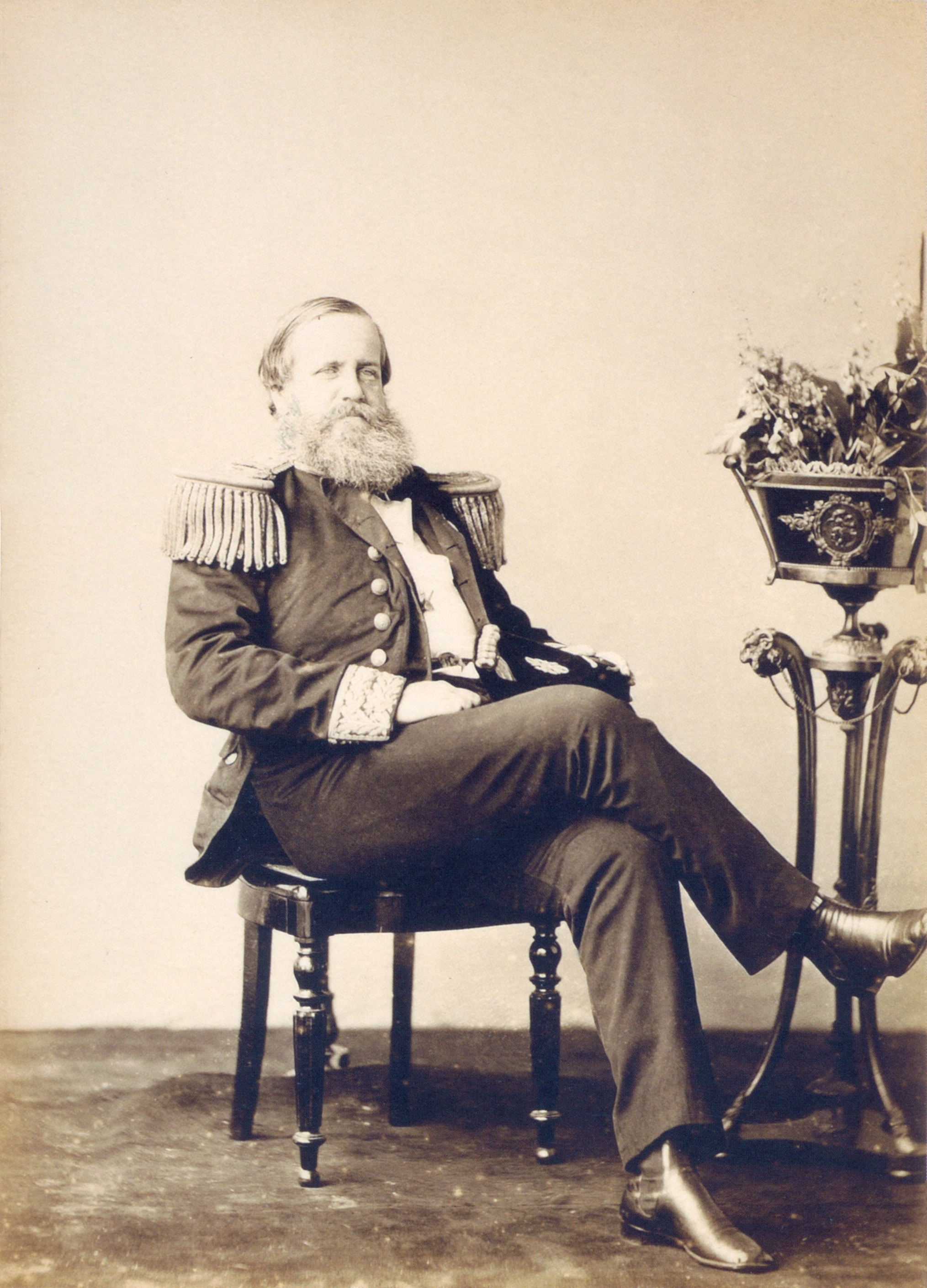
Pedro II foi o último Imperador do Brasil, reinando de 1840 até a Proclamação da República em 1889.

Pedro I foi sucedido no trono brasileiro por seu filho de cinco anos, Pedro de Pedro de Alcântara. Entre 1831 e 1840, o Império do Brasil foi governado por uma regência diante da menoridade do herdeiro. Durante este período, o país passou por uma grande agitação política resultando em diversas guerrilhas e movimentos separatistas provinciais. Tendo herdado um império à beira do colapso, a figura de Pedro II conseguiu trazer paz e estabilidade. Durante seu reinado, o Brasil foi vitorioso em três conflitos regionais (Guerra do Prata, Guerra do Uruguai e Guerra do Paraguai) além de prevalecer em várias outras disputas internacionais e conflitos internos. Com a prosperidade e o desenvolvimento econômico veio um influxo de imigração europeia (incluindo protestantes e judeus) embora o Brasil permanecesse majoritariamente católico. A escravidão, inicialmente difundida, foi restringida por sucessivas legislações até sua abolição definitiva por Isabel, Princesa Imperial em 1888.

## Casa Ducal
Os bens da Casa Ducal resultam das doações de D. João I de Portugal ao condestável D. Nuno Álvares Pereira (na sequência dos feitos militares deste nobre militar durante as guerras com Castela, entre 1383 e 1385) que, depois, passaram em dote e herança para a sua única filha, Beatriz Pereira de Alvim, que veio posteriormente a casar com o 8.º conde de Barcelos em Frielas, no dia 1 de novembro de 1401 (era de 1439).
O segundo duque de Bragança, D. Fernando I, era filho segundo do primeiro duque, sucedendo no ducado por morte do seu irmão. Depois da referida doação de D. Nuno Álvares Pereira, por virtude de escambo realizado a 10 de novembro de 1424, entre o duque D. Fernando I e sua irmã D. Isabel, e seus descendentes, foram acrescentadas ao ducado as terras de Paiva, Tendais e Lousada, e tal foi confirmado a 9 de dezembro desse ano pelo rei D. Duarte.

## Reino Unido de Portugal, Brasil e Algarves
A Casa de Bragança governou o Reino Unido de Portugal, Brasil e Algarves entre 1815 e 1822, desde a elevação do Brasil a Reino, pelo então Príncipe Regente, João de Bragança, que depois reinou como João VI, até a independência do Brasil, em 1822.

## Brasil
A Casa de Bragança governou o Império do Brasil entre 1822 e 1889, desde a Independência do Brasil pelo então Príncipe Real, Pedro de Alcântara de Bragança, que depois foi aclamado imperador como Pedro I do Brasil, até a deposição de Pedro II durante a Proclamação da República, em 1889.

## Casa de Bragança-Saxe-Coburgo-Gota
A Casa de Bragança-Saxe-Coburgo-Gota, também chamada Casa de Bragança-Coburgo e de Casa de Bragança-Wettin, foi a última casa real que reinou em Portugal, resultante de ramo dinástico germânico-português que teve a sua origem na união matrimonial da rainha D. Maria II de Portugal, da Casa de Bragança, com o príncipe D. Fernando de Saxe-Coburgo-Gota e Koháry, da Casa de Saxe-Coburgo-Gota — dinastia Wettin.
No entanto, em Portugal, as mulheres sempre puderam ser herdeiras e ascender ao trono. Seguindo as leis hereditárias tradicionais portuguesas considera-se que a legitimidade dinástica dos Bragança passou para D. Maria II e para os seus herdeiros, continuando a existir a original Casa de Bragança e não um ramo dinástico separado. Sendo assim, a maioria dos historiadores portugueses não reconhece a existência de uma Casa de Bragança-Saxe-Coburgo e Gota, embora aos últimos Reis de Portugal, sucessores de D. Maria II, fosse recorrentemente dado o nome de Braganças-Coburgo ou Braganças-Wettin.

## Símbolos

### Heráldica
| Armas | Título                      | Duração       | Armas | Título                                                                        | Duração       | Armas | Título                                       | Duração       |
| ----- | --------------------------- | ------------- | ----- | ----------------------------------------------------------------------------- | ------------- | ----- | -------------------------------------------- | ------------- |
|       | Imperador do Brasil         | 1822–1889     |       | Rei do Reino Unido de Portugal, Brasil e Algarves                             | 1815–1825     |       | Rei de Portugal                              | 1640–1910     |
|       | Rei do Algarve              | 1640–1910     |       | Príncipe de Portugal Príncipe do Brasil Príncipe Real de Portugal             | 1481–presente |       | Príncipe da Beira                            | 1734–presente |
|       | Príncipe Imperial do Brasil | 1822–1899     |       | Duque de Bragança Duque de Guimarães Duque de Barcelos Marquês de Vila Viçosa | 1442–presente |       | Duque do Porto                               | 1833–presente |
|       | Duque de Viseu              | 1909–presente |       | Duque de Coimbra                                                              | 1847–presente |       | Conde de Ourém Conde de Neiva Conde de Faria | 1451–presente |